# Kia Telluride
Kia Telluride là dòng xe SUV crossover cỡ trung được sản xuất bởi Kia của Hàn Quốc. Được giới thiệu lần đầu tiên vào năm 2016, chiếc xe ra mắt vào mùa xuân năm 2019 và đưa vào sản xuất năm 2020. Dòng xe được đặt theo tên của thị trấn Telluride, Colorado. Telluride là dòng ô tô lớn nhất mà Kia từng sản xuất tại Hoa Kỳ.

## Tổng quan

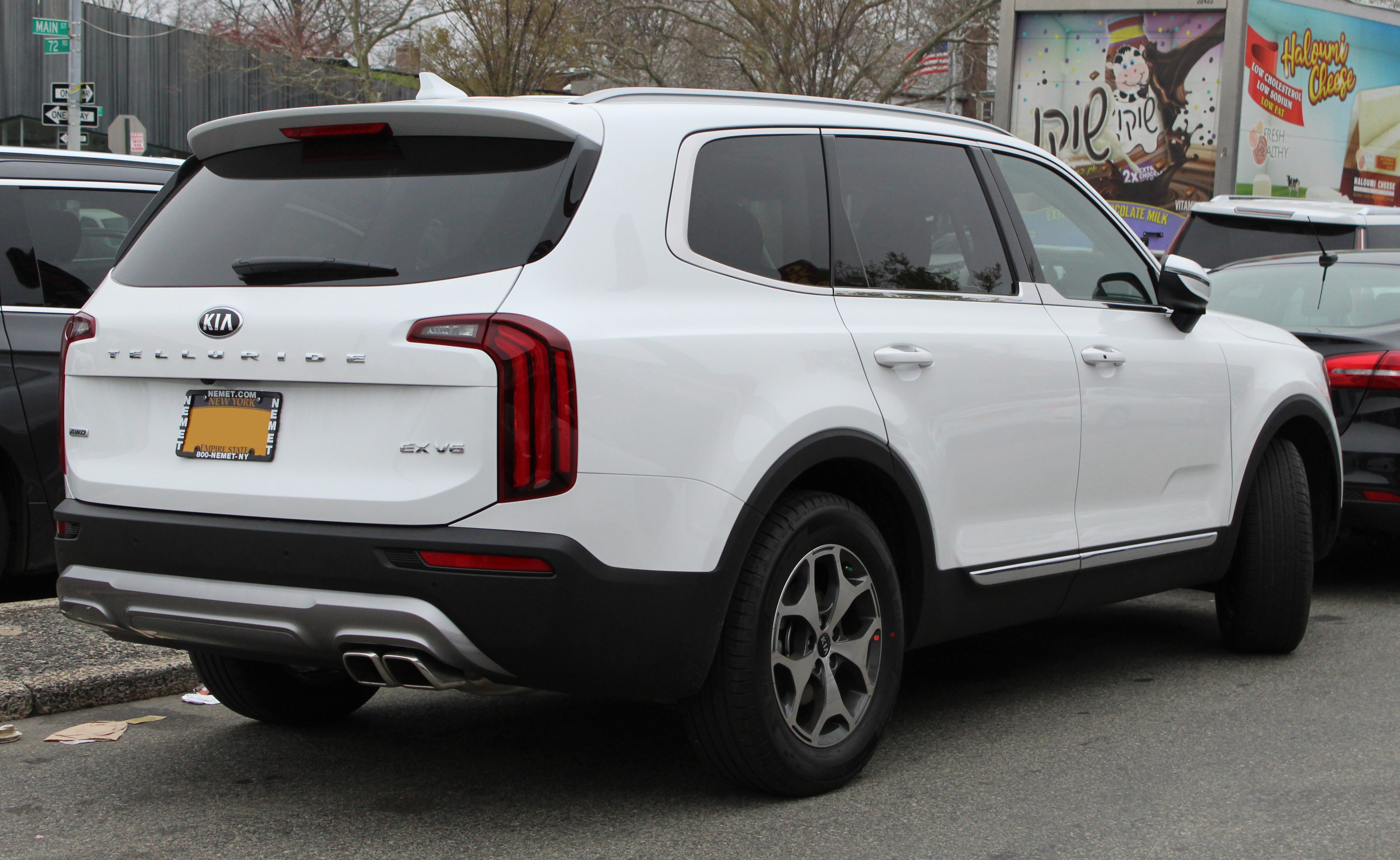
Mặt sau xe

## Concept

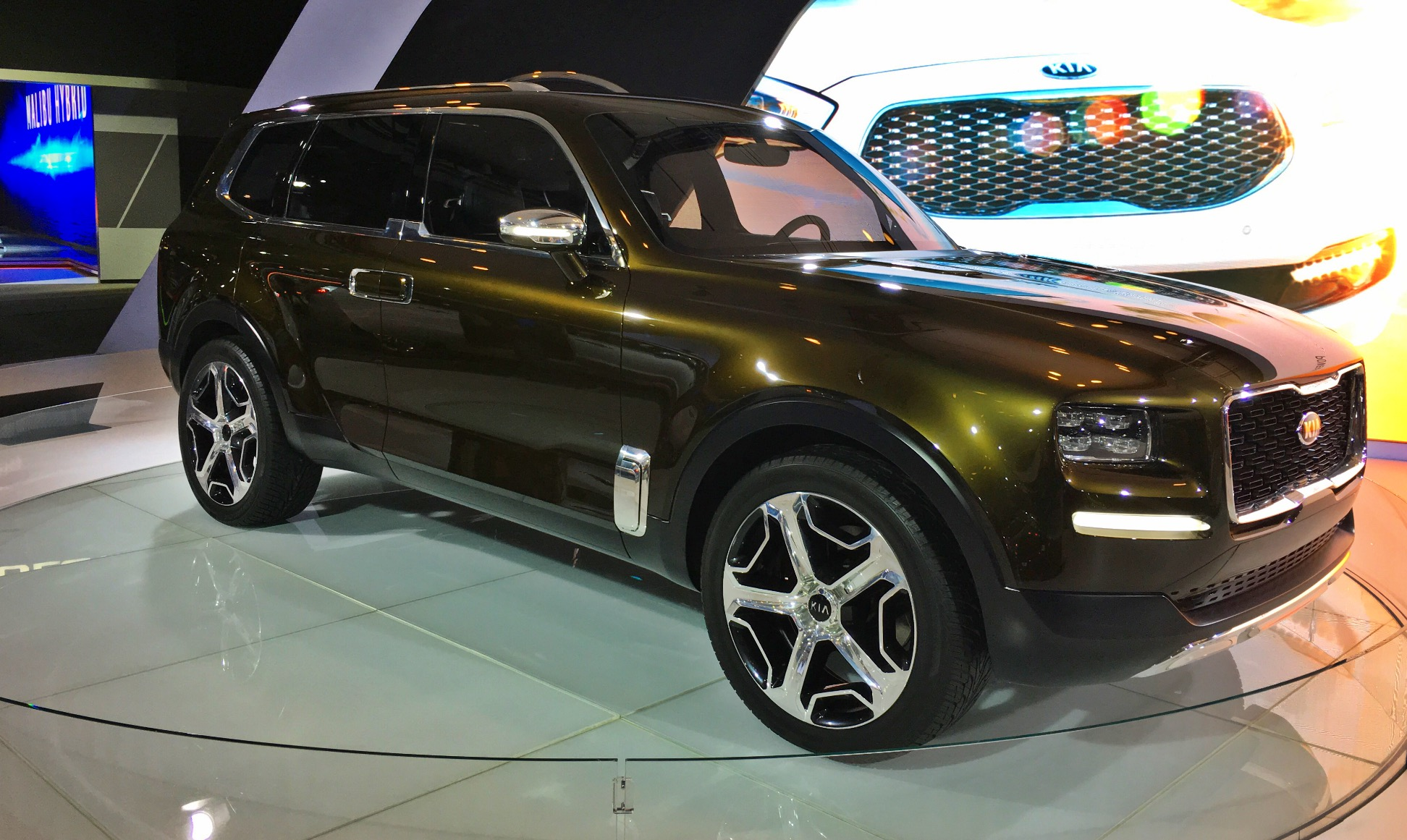
Kia Telluride Concept

## Doanh số
| Năm  | Hoa Kỳ |
| ---- | ------ |
| 2019 | 58,604 |
| 2020 | 75,129 |
| 2021 | 93,705 |